# Mundo Nuevo, Coatepec
Mundo Nuevo är en ort i Mexiko.   Den ligger i kommunen Coatepec och delstaten Veracruz, i den sydöstra delen av landet, 230 km öster om huvudstaden Mexico City. Mundo Nuevo ligger 1 084 meter över havet och antalet invånare är 157.
Terrängen runt Mundo Nuevo är huvudsakligen kuperad, men den allra närmaste omgivningen är platt. Runt Mundo Nuevo är det tätbefolkat, med 331 invånare per kvadratkilometer. Närmaste större samhälle är Xalapa, 11,4 km norr om Mundo Nuevo. I omgivningarna runt Mundo Nuevo växer huvudsakligen savannskog.